# Meinhardt Bredt

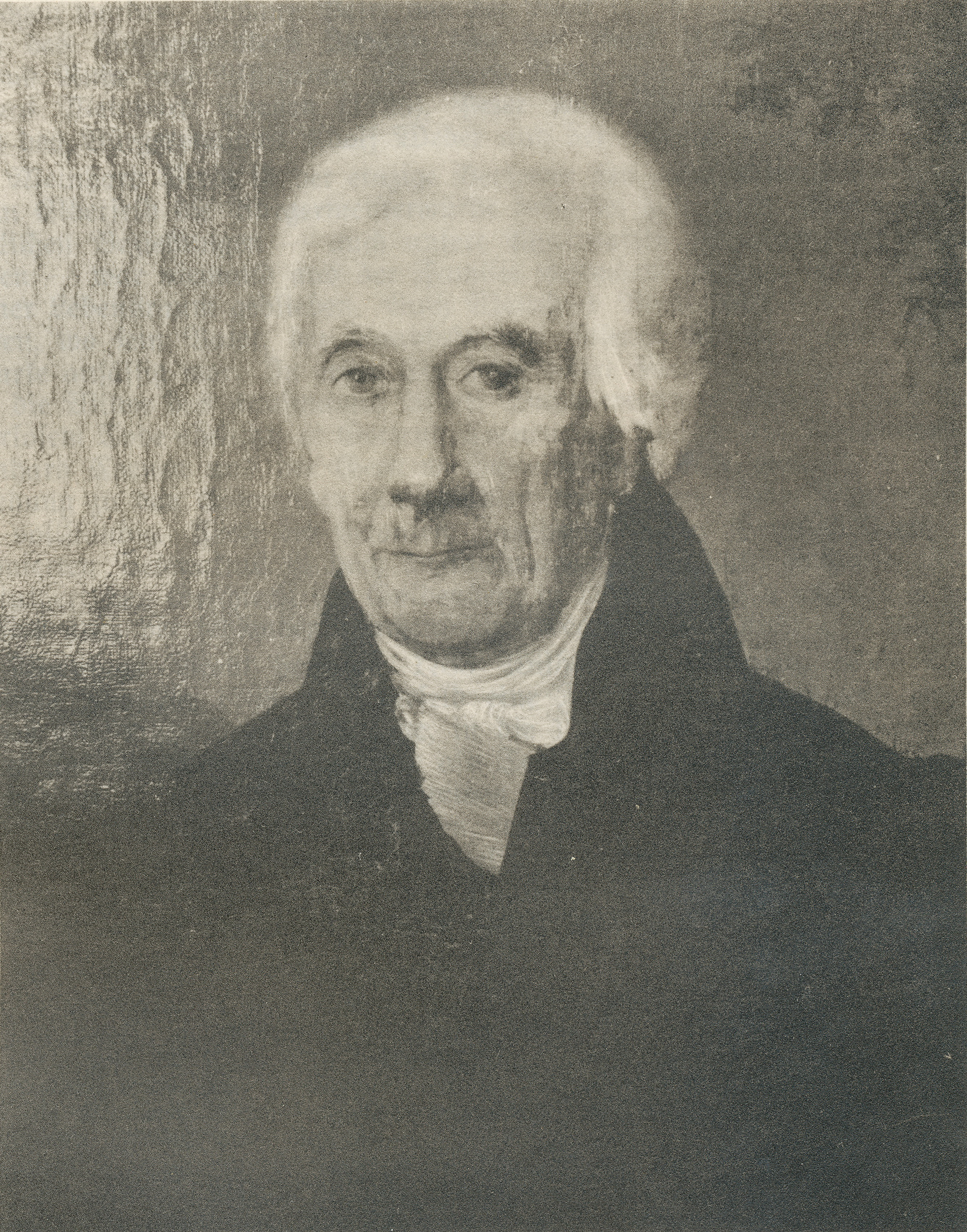
Meinhardt Bredt

Johann Peter Meinhardt Bredt (* 22. April 1758 in Barmen (heute Stadtteil von Wuppertal); † 28. Februar 1840 ebenda) war Bürgermeister Elberfelds.

## Leben
Bredt wurde als Sohn des Barmer Fabrikanten Johann Kaspar Bredt (1691–1772) und dessen Frau Johanna Maria Gertrud Coenen (1714–1789) geboren. Acht Tage nach seiner Geburt wurde er in Barmen-Gemarke getauft. Er heiratete 1788 Katharina Wilhelmina Frowein (1763–1823), mit der er zwölf Kinder hatte. Zur Familie seiner Frau gehörte ein Fabrikant aus Elberfeld, weswegen Bredt seine Geschäfte auf Elberfeld konzentrierte. Der Kaufmann wurde 1795 zum Bürgermeister von Elberfeld gewählt und war im Jahr darauf turnusgemäß Stadtrichter. Danach war er von 1797 bis 1799 Mitglied im Rat der Stadt. Vom 16. Juni 1800 bis zum 31. Dezember 1807 war er Schöffe am Stadtgericht.
Nachdem er sich im hohen Alter aus seinen Geschäften zurückgezogen hatte, lebte er die letzten Jahre seines Lebens wieder in seiner Heimatstadt Barmen, wo er 1840 starb.